# Traversée Dakar-Gorée

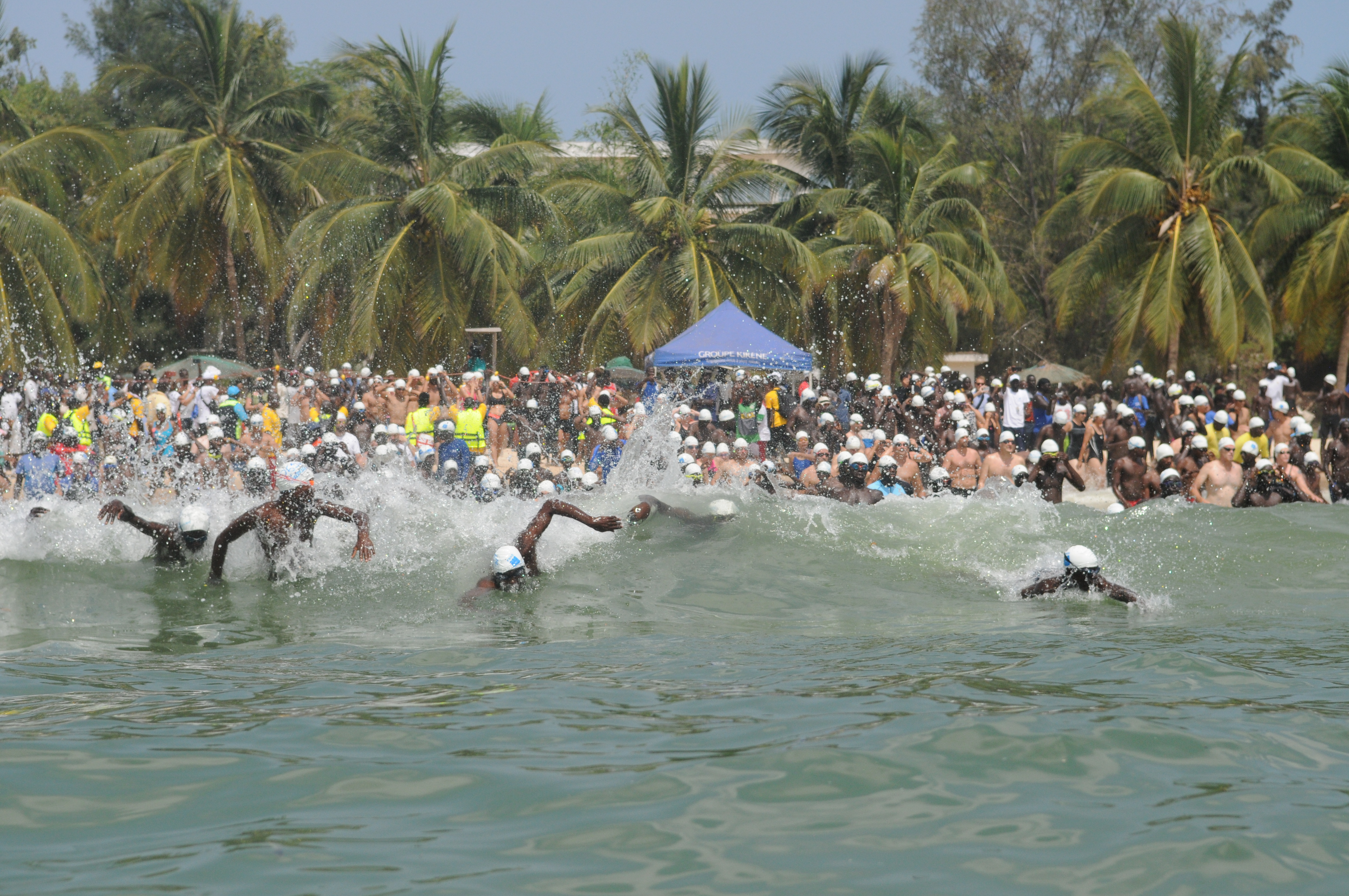
Départ de la 31e édition de la traversée Dakar Corée

La traversée Dakar-Gorée est une course de natation en eau libre dont la première édition a eu lieu en 1985. Cet événement sportif est très populaire au Sénégal et unique en Afrique de l’Ouest.

## Description
Le parcours de la course relie Dakar à l’île de Gorée, lieu symbole de la mémoire de la traite négrière en Afrique, inscrit au patrimoine mondial de l’UNESCO. La traversée Dakar-Gorée joue un grand rôle dans la promotion de la natation en Afrique aussi bien dans la démocratisation de sa pratique sportive que dans le cadre de la lutte contre les noyades. Elle réunit chaque année plus de 600 nageurs de tous âges et de toutes nationalités sur deux courses : la course A réservée aux licenciés des clubs de natation et la course B ouverte aux amateurs. Depuis plus de 30 ans, l’événement, qui a lieu traditionnellement le dernier dimanche de septembre, est organisé par la Fédération sénégalaise de natation et de sauvetage (FSNS) en collaboration avec le Port autonome de Dakar, le Comité National Olympique et Sportif Sénégalais (CNOSS), les mairies de Dakar et de Gorée ainsi que le Ministère des Sports du Sénégal. Pour que la course puisse avoir lieu, l’entrée et la sortie du port de Dakar sont interrompues pendant près de 4 heures. Seules les chaloupes de la gare maritime de Dakar multiplient les rotations pour déposer les 5 000 spectateurs qui accueillent les nageurs à l’arrivée. Pour sécuriser la traversée des nageurs, la Fédération Sénégalaise de Natation et de Sauvetage est accompagnée par différents corps de l’armée, des pompiers et de la gendarmerie qui mobilisent une cinquantaine de bateaux (pirogues, zodiacs, vedettes...) Un classement par catégorie d’âge est délivré pour les courses A et B. Chaque édition fait œuvre de prévention en incitant les familles, les communautés et les autorités compétentes à favoriser l’apprentissage de la nage auprès des enfants et des adultes du continent. Au-delà des performances de chacun, la traversée Dakar-Gorée, est avant tout un grand moment de fraternité où les participants de niveaux techniques différents, d’origine et d’âges divers, nagent ensemble, dans une ambiance festive, vers un lieu hors du commun. Des enfants entourés par leurs clubs, des groupes d’amis, des équipes de collègues, des groupes venus de partout dans le monde et autant de trajectoires individuelles de 7 à 77 ans se retrouvent dans cette manifestation sportive de renommée internationale qui constitue un événement majeur dans l'agenda du sport sénégalais. Leur seul objectif : pouvoir dire « j’ai fait Dakar-Gorée ».

## Historique

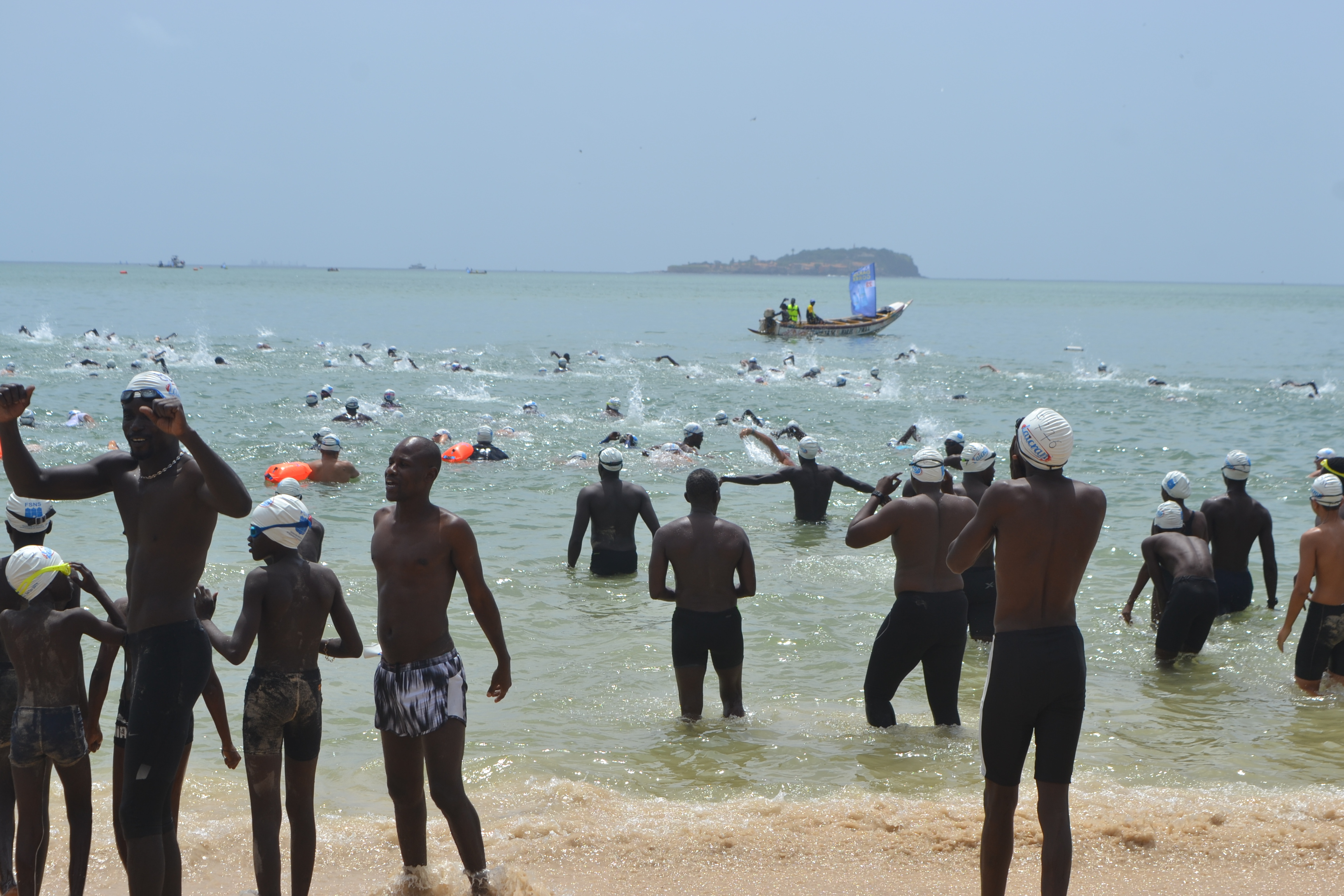
Départ de Dakar-Gorée depuis la plage de la Voile d'or

L’idée de la traversée est venue d’un groupe de jeunes nageurs, goréens pour la plupart, qui voulaient fêter la Saint Charles, patron de Gorée, en se défiant lors d’une course entre Dakar et l’île de Gorée. Parmi eux, Samba Ndoye, Ibra Kare, Hachim Badji, Mbaye Ndiaye, Mohamed Diop ou encore Karim Thioune deviendront des figures importantes du sport sénégalais. La première édition de la traversée Dakar-Gorée eut lieu le dimanche 15 octobre 1985, dans le cadre de l’année internationale de la jeunesse, avec une trentaine de participants sur une distance de 3 500 mètres. À l‘époque, les départs avaient lieu en mer à la sortie de la rade du Port Autonome de Dakar. Les nageurs s’élançaient directement de la cale du bateau de la liaison maritime Dakar-Gorée qui a toujours soutenu cette manifestation. Le bateau, chargé de supporters, les suivait alors jusqu’à Gorée. Par la suite, certains départs ont été donnés depuis la plage de Thiaroye portant la distance à plus de 7 km.
Après avoir subi un coup d’arrêt pendant 3 ans entre 1990 et 1992, l’organisation de la course a décidé de s’ouvrir plus largement aux amateurs. Le nombre de participants s’est multiplié : en moyenne une centaine de nageurs licenciés sont inscrits dans la course A et plus de 500 dans la course B. Depuis 2001, la Fédération Sénégalaise de Natation et de Sauvetage (FSNS) a décidé de se conformer aux normes de la Fédération Internationale de Natation Amateur (FINA) en portant la distance de la course A à 5km. Le départ est donné depuis la plage de la Voile d’Or à Dakar qui fait face à l’île de Gorée. L’objectif des organisateurs est de faire de cet événement une étape du circuit international de courses en eau libre.

## Palmarès

### Hommes

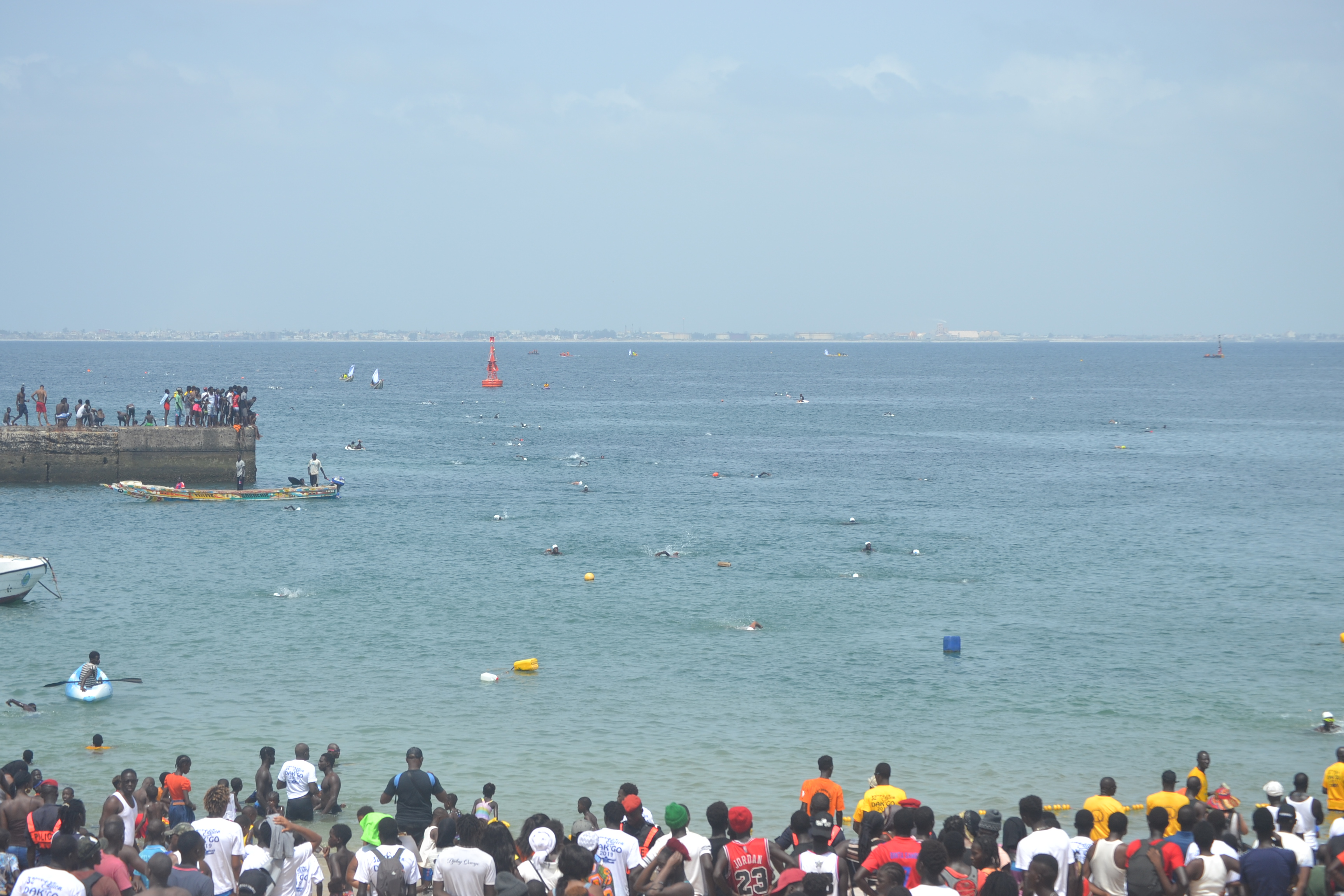
Arrivée Dakar-Gorée

| Date | Nageur                                      | Club                                        |
| ---- | ------------------------------------------- | ------------------------------------------- |
| 1985 | Hachim Badji                                | ASC Diaraf                                  |
| 1986 | Mohamed Diop                                | ASC Diaraf                                  |
| 1987 | Samba Ndoye                                 | ASFA                                        |
| 1988 | Samba Ndoye                                 | ASFA                                        |
| 1989 | Samba Ndoye                                 | ASFA                                        |
| 1993 | Abdoulaye Thiaw                             | Olympique de Ngor                           |
| 1994 | Samba Ndoye                                 | ASFA                                        |
| 1995 | Samba Ndoye                                 | ASFA                                        |
| 1996 | Mangoné Samba                               | ASFA                                        |
| 1997 | Samba Ndoye                                 | ASFA                                        |
| 1998 | Samba Ndoye                                 | ASFA                                        |
| 1999 | Malick Fall                                 | ETICS de Mboro                              |
| 2000 | Malick Fall                                 | ETICS de Mboro                              |
| 2001 | Malick Fall                                 | ETICS de Mboro                              |
| 2002 | Malick Fall                                 | ETICS de Mboro                              |
| 2003 | Benjamin Mathieu                            | RC France                                   |
| 2004 | Mangoné Samba                               | ASFA                                        |
| 2005 | Guy Noël Smith                              | CN Cannes                                   |
| 2006 | Mazen Aziz                                  | Égypte                                      |
| 2007 | Mangoné Samba                               | ASFA                                        |
| 2008 | Matar Samb                                  | Olympique de Ngor                           |
| 2009 | Malick Fall                                 | SFOC                                        |
| 2010 | Matar Samb                                  | Olympique de Ngor                           |
| 2011 | Abdoul Niane                                | BCEAO                                       |
| 2012 | Abdoul Niane                                | BCEAO                                       |
| 2013 | Adama Thiaw Ndir                            | ASFA                                        |
| 2014 | Malick Fall                                 | SFOC                                        |
| 2015 | Mamadou Ndoye Diop                          | RS Yoff                                     |
| 2016 | Adama Thiaw Ndir                            | ASFA                                        |
| 2017 | Amadou Ndiaye                               | SM Montrouge                                |
| 2018 | Adama Thiaw Ndir                            | ASFA                                        |
| 2019 | Adama Thiaw Ndir                            | ASFA                                        |
| 2020 | Annulé en raison de la pandémie de Covid-19 | Annulé en raison de la pandémie de Covid-19 |
| 2021 | Annulé en raison de la pandémie de Covid-19 | Annulé en raison de la pandémie de Covid-19 |
| 2022 | Ousseynou Diop                              | ASFA                                        |
| 2023 | Ousseynou Diop                              | ASFA                                        |

### Femmes
| Date | Nageur                                      | Club                                        |
| ---- | ------------------------------------------- | ------------------------------------------- |
| 1986 | Khoudia Kamara                              | US Gorée                                    |
| 1987 | Marième Soda Camara                         | US Gorée                                    |
| 1988 | Marième Soda Camara                         | US Gorée                                    |
| 1989 | Marième Soda Camara                         | US Gorée                                    |
| 1993 | Marième Soda Camara                         | US Gorée                                    |
| 1994 | Alexandra Roucher                           | CN Dakar                                    |
| 1995 | Zeïna Saheli                                | CN Dakar                                    |
| 1996 | Zeïna Saheli                                | CN Dakar                                    |
| 1997 | Zeïna Saheli                                | CN Dakar                                    |
| 1998 | Marième Soda Camara                         | US Gorée                                    |
| 1999 | Zeïna Saheli                                | CN Dakar                                    |
| 2000 | Zeïna Saheli                                | CN Dakar                                    |
| 2001 | Maty Beye                                   | ETICS de Mboro                              |
| 2002 | Zeïna Saheli                                | CN Dakar                                    |
| 2003 | Jessica Sylla                               | CN Dakar                                    |
| 2004 | Jessica Sylla                               | CN Dakar                                    |
| 2005 | Khadija Ciss                                | CN Cannes                                   |
| 2006 | Louise Smyth                                | Afrique du Sud                              |
| 2007 | Binta Zahra Diop                            | CN Dakar                                    |
| 2008 | Oulèye Diallo                               | BCEAO                                       |
| 2009 | Yaye Diadou Diagne                          | Olympique de Ngor                           |
| 2010 | Yaye Diadou Diagne                          | Olympique de Ngor                           |
| 2011 | Yaye Diadou Diagne                          | Olympique de Ngor                           |
| 2012 | Yaye Diadou Diagne                          | Olympique de Ngor                           |
| 2013 | Meredith Anne Staken                        | CNDG                                        |
| 2014 | Meredith Anne Staken                        | CNDG                                        |
| 2015 | Jeanne Boutbien                             | BCEAO                                       |
| 2016 | Jeanne Boutbien                             | AOC                                         |
| 2017 | Ndèye Tabara Diagne                         | BCEAO                                       |
| 2018 | Ndèye Tabara Diagne                         | AOC                                         |
| 2019 | Ndèye Tabara Diagne                         | AOC                                         |
| 2020 | Annulé en raison de la pandémie de Covid-19 | Annulé en raison de la pandémie de Covid-19 |
| 2021 | Annulé en raison de la pandémie de Covid-19 | Annulé en raison de la pandémie de Covid-19 |
| 2022 | Mariama Dramé                               | CNRAM                                       |
| 2023 | Aïssatou Ndiaye                             | CNRAM                                       |